# Маекел
Маекел (тигр. ማእከል; інша версія вимови — Маакел; означає — Центральний) — один із шести регіонів (зобів) Еритреї. Маекел найменша зоба по площі, на її території розташована столиця країни Асмера. Маекел не має кордонів із іншими державами, межує із усіма іншими провінціями, окрім найпівденнішої Дебуб-Кей-Бахрі. Зоба складається із 3 звичайних районів та 4 міських.
В архітектурному плані, відчувається італійський вплив колоніального періоду.
Населення — 675700 осіб (2005; 503201 в 1997).

## Адміністративний устрій
Райони:
- Берік — Берік
- Гала-Нефі — Гала-Нефі
- Середжака — Середжака

Міста:
- Південно-Західна Асмара — Асмара
- Південно-Східна Асмара — Асмара
- Північно-Західна Асмара — Асмара
- Північно-Східна Асмара — Асмара